# Held van de Arbeid (Vietnam)
De Held van de Arbeid (Vietnamees: "Anh hùng lao động") is een in 1970 ingestelde eretitel van de Socialistische Republiek Vietnam. Zoals in communistische staten gebruikelijk mogen de helden een gouden ster aan een kort lint op de linkerborst van kostuum of uniform dragen.
De titel geeft recht op het dragen van de kleine gouden ster van de Orde van de Arbeid. De titel en de ster kunnen niet los van elkaar worden gezien.
Deze orde wordt verleend aan personen die buitengewone verdiensten tijdens werk en onderzoek hebben betoond. De criteria spreken van "een welvarend volk, een sterk land, een rechtvaardige maatschappij","trouw aan de socialistische republiek" en "revolutionaire waarden en kwaliteiten".
De orde wordt ook postuum en aan collectieven zoals bedrijven verleend. Bij collectieve benoemingen wordt ook het bewaren van de eensgezindheid en integriteit en het versterken van de massa-organisaties en de partij-organisaties genoemd.
Als eerste werd in 1952 het "Eerste Congres van Voorbeeldige Werkers" met deze titel onderscheiden. Het eren van Stachanovisten was overgenomen van de Sovjet-Unie. Officiële regels werden pas in 1970 door het Vietnamese parlement vastgelegd.
In 1999 werd een nieuwe wet op de voorbeeldige arbeiders aangenomen waarin de titel werd behouden.
Bij de collectieve benoemingen wordt de ster als vaandeldecoratie aan de vlag van de gedecoreerde eenheid bevestigd.
De benoeming geschiedt door het Permanent Comité van de Vietnamese Nationale Vergadering.
Het is in uitvoering en decoratiebeleid een typisch voorbeeld van een Socialistische orde. De vroegere onderscheidingen van de Sovjet-Unie hebben als voorbeeld gediend.
Net als veel socialistische orden wordt de Orde van de Arbeid aan een klein strookje lint binnen een gesp gedragen. De vorm is typisch Russisch en sluit niet aan bij Vietnamese tradities.

## De drie heldenorden van communistisch Vietnam
Naar Sovjet-voorbeeld zijn er drie titels en drie kleine gouden sterren.
- De Held van de Strijdkrachten
- De Held van de Arbeid
- De Heldin van het Moederschap